# François Jaquerod
Pour les articles homonymes, voir Jaquerod.
François Jaquerod, né le 2 février 1818 à Aigle, et mort le 20 novembre 1879 au même lieu, est un architecte particulièrement actif dans le Chablais vaudois, en Suisse.

## Biographie
Jequerod apprend le métier de dessinateur architecte en travaillant durant sept ans dans l'atelier de Philippe Franel à Vevey, puis il complète sa formation d'architecte à Munich, où il est reçu membre de la Société des architectes (1841), puis à l'académie royale des arts de Berlin (1842-1843).
Établi à Aigle dès 1844 il y dirige un bureau d'architecture florissant, mais est actif aussi comme conseiller communal (législatif, 1851-1879) et comme député au Grand Conseil vaudois (1866-1873).
Il bâtit de nombreux édifices publics, notamment des écoles, à Aigle (1869), Montreux (1868-1871), Yvorne (1871), Noville (1871), Saint-Triphon (1875). Entre 1861 et 1875, il édifie également des immeubles de rapport à Aigle, ainsi que plusieurs villas dans cette même localité et à Rennaz. Son bureau est repris dès 1879 par son fils Jules-Marius Jaquerod (1854-1923).